# Torsten Sträter
Torsten Sträter (Dortmund-Eving, 4 de septiembre de 1966) es un escritor alemán de terror y comedia, comediante y artista de cabaret.

## Vida
Sträter culminó una formación como sastre masculino y también trabajó en esta profesión. Luego estuvo en una compañia de transporte durante 12 años además como vendedor de teléfonos. Durante este tiempo vivió u. a. in Dortmund distrio de Marten.  Más tarde comenzó, sus famosos relatos cortos en Poetry Slams junto con hablantes alemanes a recirtar.  Así ganó suficientes campeonatos regionales en los años de 2009, 2010 así como en el 2012 el Landeswettbewerb NRW Slam.  Sträter escribió, entre otras cosas, para la revista satírica Pardon y columnas humorísticas para el pateador . En sus libros se encuentran exclusivamente relatos cortos.  Él aparece esporádicamente en nuhr im Ersten y extra 3. Ocurre regularmente al nuhr en el primero y extra 3 .
La marca  Sträter es un gorro - Beanie . El hecho de que los use en casi todas las apariencias tiene un origen puramente práctico: Él necesitaba algo, para absorber el sudor,   necesitaba algo para atrapar el sudor que le escurre por la frente bajo los faros. Y podía "ponerse una diadema como Björn Borg ". 
Según sus propias declaraciones, Torsten Sträter sufrió especialmente en los noventa Años de una enfermedad depresiva, que también aborda en el cabaret.  En enero de 2018 se convirtió en el patrón de la Liga de la Depresión alemana.<span typeof="mw:Entity" id="mwNw">&nbsp;</span>mi. V. (DDL).  
Desde 2013 dirige el podcast Sträter Bender Streberg - The Podcast con Hennes Bender y Gerry Streberg . 
Sträter vive en Waltrop, en las afueras del área del Ruhr, y es padre de un hijo. 
Torsten Sträter estuvo de gira con su programa Nunca es tarde para ser impuntual hasta el otoño de 2019. Desde entonces, su programa teatral ha sido Snow Falling on Ceran .
- Datos: Q2445003
- Multimedia: Torsten Sträter / Q2445003